# Premio Johann Heinrich Voss
El "Johann-Heinrich-Voss-Preis für Übersetzung" (Premio de Traducción) ha sido otorgado por la Academia Alemana de la Lengua y la Literatura desde 1958 por los "logros sobresalientes en la traducción", con especial énfasis en la traducción de la literatura en alemán.
El premio, que lleva el nombre del poeta y traductor alemán  Johann Heinrich Voss, se otorga anualmente en la conferencia de primavera de la Academia Alemana.

## Galardonados
- 2015 Anne Birkenhauer
- 2014 Sabine Stöhr
- 2013 Wolfgang Kubin
- 2012 Gabriele Leupold
- 2011 Frank Günther
- 2010 Zsuzsanna Gahse
- 2009 Susanne Lange
- 2008 Verena Reichel
- 2007 Stefan Weidner
- 2006 Ralph Dutli
- 2005 Elisabeth Edl
- 2004 Michael von Albrecht
- 2003 Hans Wolf
- 2002 Gisela Perlet
- 2001 Burkhart Kroeber
- 2000 Armin Eidherr
- 1999 Harry Rowohlt
- 1998 Gustav Just
- 1997 Hans-Horst Henschen
- 1996 Joachim Kalka
- 1995 Rosemarie Tietze
- 1994 Werner von Koppenfels
- 1993 Roswitha Matwin-Buschmann
- 1992 Simon Werle
- 1991 Fritz Vogelgsang
- 1990 Manfred Fuhrmann
- 1989 Michael Walter
- 1988 Traugott König
- 1987 Rudolf Wittkopf
- 1986 Hanno Helbling
- 1985 Elisabeth Schnack
- 1984 Anneliese Botond
- 1983 Rolf-Dietrich Keil
- 1982 Heinz von Sauter
- 1981 Wolfgang Kasack
- 1980 Annemarie Schimmel
- 1979 Gerda Scheffel
- 1979 Helmut Scheffel
- 1978 Paulus Engelhardt
- 1977 Edwin Maria Landau
- 1976 Hanns Grössel
- 1975 Curt Meyer-Clason
- 1974 Peter Urban
- 1973 Peter Gan
- 1972 Elmar Tophoven
- 1971 Karl August Horst
- 1970 Janheinz Jahn
- 1969 Hans Hennecke
- 1968 Eva Hesse
- 1967 Witold Wirpsza
- 1967 Karl Dedecius
- 1966 Eva Rechel-Mertens
- 1966 Philippe Jaccottet
- 1965 Wolfgang Schadewaldt
- 1964 Michael Hamburger
- 1963 Friedhelm Kemp
- 1962 Rudolf Alexander Schröder
- 1961 Jakob Hegner
- 1960 Elisabeth Kaerrick Rashin
- 1959 Willa Muir
- 1959 Edwin Muir
- 1959 Benno Geiger